# Круглыжи
Круглыжи — село в Свечинском муниципальном округе Кировской области России.

## География
Село находится в западной части Кировской области, в подзоне южной тайги, в пределах Волжско-Ветлужской равнины, на левом берегу реки Ветлуга, вблизи места впадения в неё реки Даровка, на расстоянии приблизительно 22 км (по прямой) к северо-востоку от посёлка городского типа Свеча, административного центра района. Абсолютная высота — 149 м над уровнем моря.
Климат
Климат характеризуется как континентальный, умеренно холодный. Среднегодовая температура — 1,5 °C. Абсолютный минимум температуры воздуха самого холодного месяца (января) составляет −45 °C; абсолютный максимум самого тёплого месяца (июля) — 37 °C. Годовое количество атмосферных осадков — 687 мм.

## Население
| 2010 |
| ---- |
| 464  |

Половой состав
По данным Всероссийской переписи населения 2010 года, в гендерной структуре населения мужчины составляли 46,1 %, женщины — соответственно 53,9 %.
Национальный состав
Согласно результатам переписи 2002 года, в национальной структуре населения русские составляли 99 % из 627 чел.

## Известные уроженцы
- Чемоданов, Николай Сергеевич (1903—1986) — советский лингвист. Доктор филологических наук.